# Rietz-Neuendorf
Rietz-Neuendorf (lågsorbiska: Nowa Wjas pśi rěce) är en kommun i östra Tyskland, belägen i Landkreis Oder-Spree i förbundslandet Brandenburg, omkring 65 kilometer sydost om centrala Berlin och 9 km nordväst om kreisstaden Beeskow.

## Geografi
Genom den östra delen av kommunen rinner floden Spree. Rietz-Neuendorfs kommun saknar större tätorter och är relativt glesbefolkad. Kommunförvaltningen har sitt säte i byn Rietz-Neuendorf.

### Administrativ indelning
Följande orter utgör Ortsteile (kommundelar) inom kommunen. Lågsorbiska ortnamn och året den tidigare kommunen uppgick i den nybildade kommuen Rietz-Neuendorf anges inom parentes.
- Ahrensdorf (2001)
- Alt Golm (Chółm) (2003)
- Behrensdorf (Baranojce)
- Birkholz (Bŕazowc) (2001)
- Buckow (Bukow) (2001)
- Drahendorf (2001)
- Glienicke (Glinki) (2003)
- Görzig (Górice) (2001)
- Gross Rietz (Rěc) (2001)
- Herzberg (2001)
- Neubrück (Nowy Most) (2001)
- Pfaffendorf (Popojce) (2001)
- Sauen (Sowjo) (2001)
- Wilmersdorf (2001)

## Kultur och sevärdheter
I orten Gross Rietz ligger Gross Rietz barockslott, uppfört 1693-1700 efter ritningar av Cornelis Ryckwaert, med tillhörande slottspark.

## Kommunikationer
I orten Buckow finns en järnvägshållplats, Buckow (b Beeskow), där regionaltåg på sträckan Königs Wusterhausen - Beeskow - Frankfurt (Oder) stannar.
Kommunen genomkorsas av den nord-sydliga förbundsvägen Bundesstrasse 168 (Eberswalde - Cottbus), som sammanbinder Rietz-Neuendorf med den närbelägna motorvägen A12 via Fürstenwalde/Spree.

## Kända invånare
- Johann Christoph von Woellner (1732-1800), preussisk teolog och minister.